# Tenali
Tenali (తెనాలి) é uma cidade em Guntur, Distrito de Andhra Pradesh, Índia. Ela tem uma população de 149,839 habitantes (censo 2001),e está localizada a 16 milhas ao sul da Cidade de Guntur.Três canais do rio Krishna fluem através de Tenali,fazendo dela uma das maiores produtoras de arroz da região. Tenali possui uma grande ferrovia de junção conectando as rotas de Guntur, Vijayawada e Chennai.
Tenali é conhecida por seu rico legado cultural e literário. Ela já possuiu muitos poetas, atores e educadores famosos. Por causa da sua contribuição para a literatura, teatro (drama) e educação,é chamada de Paris de Andhra. Tenali contribuiu em grande parte para a indústria do teatro dramático. Existem alguns artistas comuns que depois mudaram para a indústria de filmes, como Kongara Jaggayya, Gummadi Venkateswara Rao, Sarada e Krishna. Kancherla Palem é a casa de Major Kamma.